# سانتا روزا (کالیفرنیا)

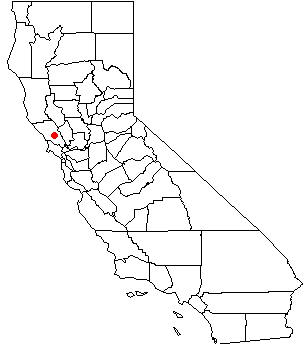
موقعیت شهر در ایالت کالیفرنیا

سانتا روزا (به انگلیسی: Santa Rosa) شهری در شمال ایالت کالیفرنیای آمریکا است. بر اساس سرشماری جمعیت در سال ۲۰۱۰ این شهر ۱۶۷٬۸۱۵ نفر جمعیت دارد. سانتا روزا بزرگترین شهر در شمال کالیفرنیا و ۲۶مین شهر از لحاظ وسعت در ایالت کالیفرنیای آمریکا محسوب می‌شود.